# Тактична схема (футбол)

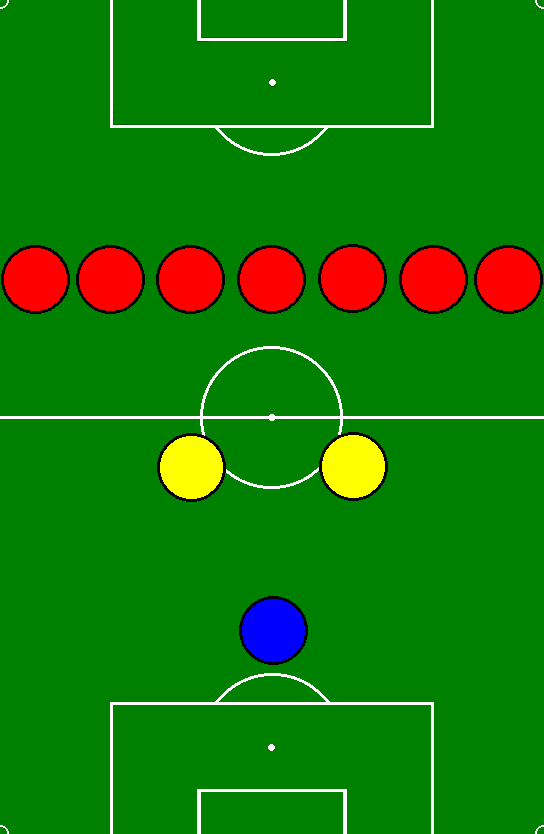
Одна з ранніх тактичних схем — 1-2-7. Її використовували до 1880-х рр.

Такти́чна схе́ма (або тактична система) — певна розстановка футболістів і їхня поведінка під час гри задля виконання завдань, установлених тренером. Схема систематизує старання гравців. Завдяки стартовій позиції певного гравця можна визначити його головні завдання у матчі.

## Перші тактичні схеми
У 1863 році в Англії футбол відділився від реґбі і було узгоджено перші футбольні правила. Тодішні ігри проходили на дуже низькому рівні. З 11 гравців, які були в команді лише воротар і 1 захисник обороняли власні ворота, інші 9 гравців скупчувались біля воріт суперника і намагалися забити гол. Такий нерівномірний поділ не міг бути планомірним і тактично грамотним — нападники повністю контролювали більшість поля. Для допомоги захисникові у середину поля відійшло двоє півзахисників. Вони брали участь в захисті воріт, а під час атак не йшли надто близько до воріт суперника. Таке «архаїчне» зі сучасної точки зору позиціонування вже можна було назвати «тактичною схемою». Формально її можна було назвати «1-1-2-7» (1 воротар; 1 захисник; 2 півзахисників і 7 нападників). Переважно, першу (постійну) ланку — воротаря в схемах не називають і говорять, наприклад: «4-4-2», а не «1-4-4-2».
Систему 1-2-7 застосовувала збірна Англії на поч. 1870-х рр. в іграх проти шотландців. Шотландія використала на одного оборонця більше — 2-2-6 і виграла. Згодом переможені перейняли цю новинку.

## «Пірамідальна» схема

Класична «піраміда»

У 1883 р. команда Кембриджського університету вийшла на гру з 2 захисниками і 3 півзахисниками, перед якими грало 5 форвардів (2-3-5). Крайні півзахисники під час оборони пильнували за флангами, а середній грав ближче до нападу і часто ставав одним з найрезультативніших гравців (наприклад, Дьєрдь Шароші). У цій схемі середній нападник відтягувався трохи назад, створюючи простір для флангових гравців. Таку схему і використовували більшість провідних команд на початку XX сторіччя (до 1930-х років)
Головні варіації:

### Австрійська система
Це була класична «піраміда». В обороні найбільше уваги приділяли внутрішній зоні перед своїми воротами і густо заставляли її гравцями. Система була розрахована на атаку, короткі передачі низом та створення чисельної переваги — крім п'яти нападників у напад йшли 1-2 півзахисників. Таким чином можна було довгий час тримати ворота суперника в облозі. При повільній грі таке позиціонування цілком прийнятне. Але через недовершеність системи під час швидкого переходу від атаки до оборони захисники мали проблеми. Була популярною в центральноєвропейських країнах (Австрії, Чехословаччині та Угорщині) у міжвоєнний період. Остаточно австрійці відмовились від такої розстановки лише після чемпіонату світу 1954 року.

### Італійська система
Італійська система «методо» відзначалась особливою роллю напівсередніх нападників («інсайдів») — вони не були на вістрі атак, а трималися близько до півзахисників і відразу після втрати м'яча вони атакували футболістів противника, були разом із півзахисниками першими «хвилерізами» на шляху противника. У лінії атаки «методо» дещо нагадувана новаторську в 1930-их роках англійську схему W («дубль-ве»): на вістрі грало фактично лише двоє крайніх і центральний нападник, а інсайди діяли глибше. Зазвичай, центрфорвардами в італійській схемі були швидкі, жорсткі гравці з сильним і точним ударом (Сільвіо Піола, Раймундо Орсі). Із цією схемою Італія перемогла на чемпіонатах світу 1934 і 1938 років.

### Швейцарська система «засув» («замок»)

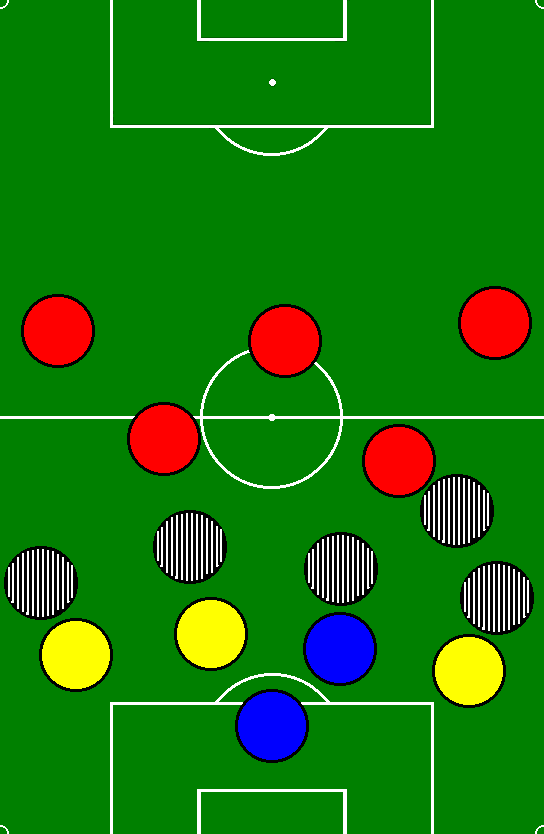
Швейцарський «засув». Розташування нападників суперника (смугасті) і схема опіки під час оборони воріт

Швейцарські тренери, усвідомлюючи слабкість національного футболу, намагалась розставити захисників якомога надійніше. Найбільшим розробником ідей т. зв. «засуву» (або «замка́»; нім. Riegel) вважають австрійського спеціаліста Карла Раппана, який успішно застосовував цю тактику на чолі збірної Швейцарії на чемпіонатах світу 1938 і 1954. Головна ідея системи «засув» — задній захисник. Він стояв позаду лінії 4 гравців оборони (див. малюнок) і атакував кожного, хто прорветься крізь перший ешелон захисту. Швейцарська система не збалансована, оскільки опирається лише на захист. Команді важко було зіграти результативно з такою розстановкою. Водночас, це був важливий крок до вдосконалення гри у захисті — швейцарці показали вміння поєднувати і персональну опіку і зонну оборону. Після 1950-х років схему застосовували мало, а її головні ідеї стали основою італійського «катеначо».

## «Дубль-ве»

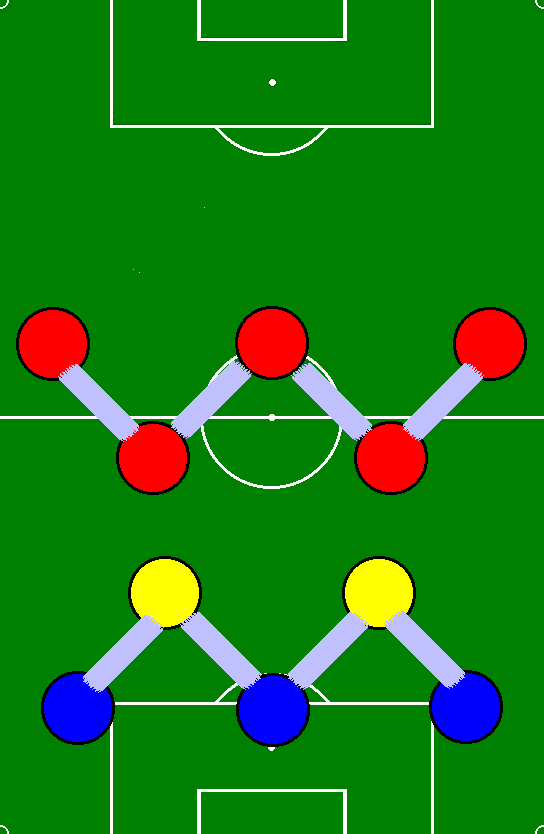
Через своєрідне розташування гравців схему 3-2-5 часто називають «W-M»

У 1925 р. ФІФА змінила правило про положення «поза грою»: відтепер гравець не був «поза грою», якщо в момент передачі (на нього) перед ним стояло принаймні 2 футболісти (тобто, у більшості випадків — воротар і один польовий гравець). До того правило передбачало 3 гравців. Захисники легко переривали атаки противника — навіть якщо воротар і захисник стояли біля самих воріт, інший захисник вибігав ледь не до центру поля і вся територія між ними була зоною офсайду. З 1925 року нападники дістали більшу свободу дій по всій ширині поля. Одним пасом форварду можна було вивести його на небезпечну позицію як справа так і зліва. Двоє захисників уже не могли контролювати всю ширину поля. Треба було відтягнути назад додаткового гравця. Після довгих експериментів головні принципи гри з 3 захисниками сформулював тренер «Арсеналу» Герберт Чепмен. Завдяки ефективним нововведенням «Арсенал» за вісім років 5 разів виграв чемпіонат і двічі Кубок Англії. Через своєрідне розташування футболістів схему почали називати «дубль-ве» або «дубль-ве ем».
Завдання гравців у системі 3-2-5:
- 3 захисники. Правий захисник криє лівого крайнього нападника суперника, лівий — правого крайнього. Середній грає проти центрфорварда.
- 2 півзахисники грають проти двох напівсередніх нападників («інсайдів»). Більшість часу допомагають обороні.
- Перша лінія нападу — двоє інсайдів. Грають між півзахисниками і 3 нападниками на вістрі. Завдання: вивести на добру позицію одного з 3 форвардів попереду, а під час оборони відійти назад, заважаючи суперникам розігрувати м'яча в середині поля.
- Найближче до воріт противника — двоє крайніх і середній нападники. Завдання крайніх: на швидкості пройти флангом і дати паса середньому, який грає в штрафному майданчику. Оборонних функцій майже не мали.

## 4-2-4 («бразильська»)
Із середини 50-х років схему гри з трьома захисниками почали поступово змінювати. Передовсім — у лінії нападу. Середній нападник дедалі частіше відходив назад і виконував роль організатора атак.

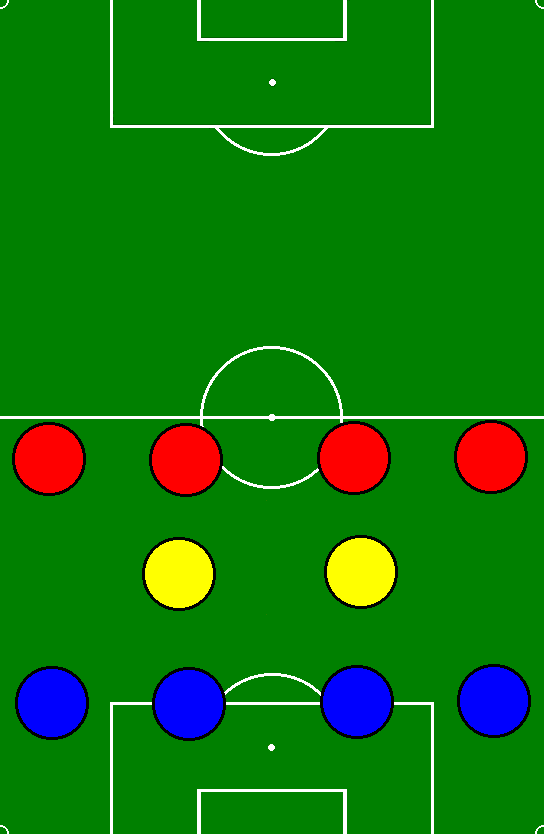
Ігрова схема з 4 оборонцями і 4 нападниками.

25 листопада 1953 року до Лондона на товариську гру проти Англії приїхала команда Угорщини. Журналісти та коментатори дивувалися грі номінального центрфорварда гостей Нандора Хідегкуті, який постійно відтягувався назад, змушуючи свого опікуна Гаррі Джонстона йти за ним аж до середини поля. Англійський захисник не був готовий до таких ситуацій, не знав що робити і залишав за спиною велику дірку в центрі оборони. Цим користувалися решта 4 угорських нападників, а особливо лідери нападу Шандор Кочиш і Ференц Пушкаш. Угорщина розгромила британців 6:3. Вперше за всю історію британського футболу Англія програла вдома збірній з континенту. Угорці стали одними з піонерів схеми 4-2-4.
Остаточно світ прийняв новинку після чемпіонату світу 1958, на якому таку розстановку використала Бразилія, що стала чемпіоном. У цій схемі збільшилися можливості півзахисників — тепер вони могли більше зосередитися на атакувальних діях (у схемі 3-2-5 півзахисники невідступно крили інсайдів суперника). Коли команда оборонялась, глибоко до середини поля повертались всі 4 нападників. Таким чином вони створювали собі простір для маневрів і уникали потрапляння в офсайд. Водночас, тактика 4-2-4 була хорошою в нападі, але ненадійною під час оборони, бо давала багато простору суперникам у середині поля.
Головним досягненням схеми 4-2-4 стали чотири захисники — надійна запорука того, що контратаку суперника можна буде зустріти достойними силами — 2 центральних оборонців залишалися позаду, а 2 крайніх могди йти в атаку. Таким чином простір біля своїх воріт став щільніше заповненим футболістами, а дії флангових захисників стали осмисленішими та універсальнішими. Таку систему — «чотири в лінію», 2 центральних та 2 крайніх захисників, і досі вважають найкращим варіантом оборони, її застосовують більшість футбольних команд світу.

## Катеначо
На основі швейцарського «засуву» тренери, переважно в Італії, почали у 1950-х рр. грали з останнім захисником, який мав «чистити» всі огріхи партнерів та відбирати м'яч у гравців, котрі пройшли лінію оборони. Таким робом розстановка футболістів набирала вигляду 1-3-3-3 (тобто за лінією оборони стояв ще один оборонець) чи навіть 1-4-3-2. Найвідомішими апологетами таких ідеї були тренери в Серії «А» італієць Нерео Рокко та аргентинець іспанського походження Еленіо Еррера. Перший прославився застосуванням «катеначо» у «Мілані», а другий — в «Інтері». Роблячи ставку передовсім на безпеку воріт і відхід назад команди згідно з такою схемою мали на полі лише одного чи двох нападників, які не брали участі в оборонних діях. Головними обов'язками решти гравців — оборонців та півоборонців, став відбір м'яча та зрив атак суперника. Кінцем «золотого часу» цієї тактики вважають фінал Кубка європейських чемпіонів 1967 року, де «Інтер» не зумів встояти проти численних атак шотландського «Селтіка» і поступився 1:2.

## 4-3-3 і перехід до 4-4-2

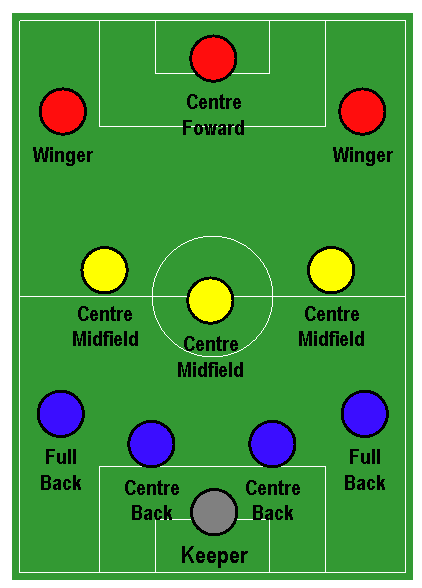
4-3-3

На чемпіонаті світу з футболу 1962 р. в Чилі бразильці зіграли з трьома гравцями півзахисту і трьома форвардами — 4-3-3. Це було рішенням, яке врівноважило кількість гравців у середині поля та в нападі.
На футбольних полях СРСР новими тактичними ідеями відзначалася команда «Динамо» (Київ) у середині 1960-х років. Тоді як більшість радянських клубів грала за схемою 4-2-4, киянам через травми нападників або інші причини тренер Віктор Маслов говорив грати в руслі 4-4-2. Критики вважали такі дії «оборонним варіантом», який шкодить атакувальному футболу, але систему почали застосовувати дедалі ширше після чемпіонату світу 1966, де тренер чемпіонів, збірної Англії, Альф Ремсі у фінальному турнірі також поставив футболістів за схемою 4-4-2, хоча переважно англійці використовували звичніші 4-3-3.
Збірна Бразилії додержувалася тактики з трьома півзахисниками і трьома нападниками на мундіалі-1970, де втретє здобула Кубок світу.

## «Тотальний футбол»
Голландський термін «Totaalvoetbal» з'явився завдяки тренерським концепціям Рінуса Міхельса — голландського наставника, який у 1965 році очолив клуб «Аякс». Гра клубу та збірної була побудована навколо найбільшої зірки колективу, Йогана Кройфа, який теоретично був форвардом, проте встигав розпочинати атаки з глибини поля, а потім і завершувати їх на вістрі. Формально ця тактика була схемою 4-3-3, але набагато розширювала обов'язки кожного гравця: «тотальний футбол» передбачав постійний рух, намагання відкритися для отримання м'яча, взаємозамінність футболістів на різних позиціях, взаємопідстраховування в обороні під час втрати м'яча та звуження простору під час атак суперника. Клуб «Аякс» у 1971—1973 роках тричі поспіль виграв Кубок європейських чемпіонів, а збірна Голландії в 1974 і 1978 роках ставала віце-чемпіоном світу.
У 1974 році Німеччина стала чемпіоном світу з «вільним художником» захисником Бекенбауером на позиції ліберо. Він діяв трохи інакше від решти захисників, тому таку тактику з ліберо можна було описати як 1-3-3-3 або 1-3-3-1-2, хоча часом Бекенбауерові не виділяють окрему позицію, а тактикою німців вважають традиційні 4-3-3 з чотирма захисниками. У 1978 році Аргентина виграла чемпіонат світу, використавши 4-3-3.
Вважають, що етап «тотального футболу» став останньою значною революцією у футбольній тактиці і з 1970-х років гра набула вже практично такого тактичного вигляду, як і сьогодні. Після 1970-х років і тотального футболу стало досить складно визначити точну тактичну схему команди, адже постійний рух і зміна позицій футболістів дозволяли команді змінювати тактику кілька разів протягом турніру або навіть протягом одного матчу.

## 1980-ті і 1990-ті роки

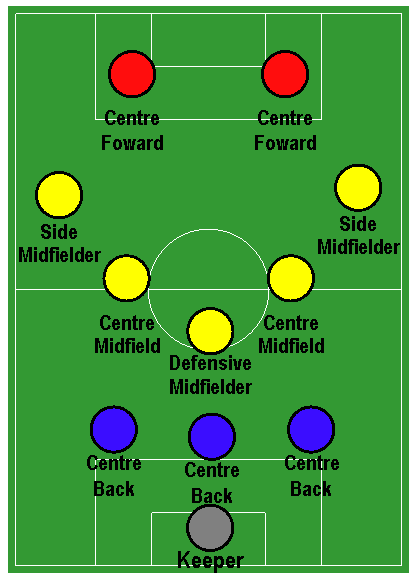
Один з варіантів розташування за схемою 3-5-2

Для 1980-х років характерний відхід від атакувальної схеми 4-3-3 на користь 4-4-2 чи 3-5-2 — команди намагалися наситити гравцями центр поля та компактніше розташувати своїх футболістів.
Чемпіон світу 1982 року Італія застосувала дещо модифіковану версією 4-4-2 — схему 4-1-2-1-2 (так званий «ромб») з опорним півзахисником, 2 півзахисниками і плеймейкером. Під час оборони ця схема перетворювалася на 5-3-2.
Збірна Франції, яка під керівництвом тренера Мішеля Ідальґо виграла чемпіонат Європи 1984, використовувала тактику з 5 півзахисниками — 3-5-2. Вважають, що варіації системи 3-5-2 використовували обидва фіналісти мундіалю-86: Німеччина та Аргентина, а згодом німці виграли чемпіонат світу 1990 також зі схемою 3-5-2.

Традиційна схема 4-4-2. Якщо обидва центральні півзахисники є опорниками, перетворюється на 4-2-2-2

З 1980-х років почали широко використовувати гравця, якого назвали «опорний півзахисник». Такі футболісти номінально грали в центрі поля, але фактично їхнім головним завданням було відходити назад і допомагати обороні переривати атаки суперників.
У фіналі мундіалю-94 Бразилія та Італія використовували схему 4-4-2.
Чемпіон світу 2002 року, збірна Бразилія, застосувала оригінальну схему, яку трактують або як 3-6-1, або 3-4-2-1. Крайні захисники, Кафу та Роберту Карлос, фактично більшість часу допомагали атакам, а тили прикривали 3 центральні захисники. У півзахисті грало 2 опорників та 2 атакувальних півзахисників. Подібну схему бразильці використовували в 1998 році, коли дійшли до фіналу — тоді команда виступала також з 2 опорниками і 2 атакувальними півзахисниками (4-2-2-2).

## Сучасний етап

Обидва фіналісти Євро-2008 використовували тільки одного чистого нападника

У сучасних тактичних схемах перевагу віддають 4 захисникам, обов'язковими є 1 або 2 опорні півзахисники, натомість попереду використовують переважно тільки одного чистого нападника.
Чемпіон світу 2006, збірна Італії, грала за схемою 4-4-1-1, де Франческо Тотті діяв під нападником, а на вістрі грав лише Лука Тоні. У фіналі Євро-2008 як чемпіон Іспанія (схема 4-1-4-1), так і фіналіст Німеччина (4-2-3-1) використовували тільки одного номінального нападника. В іспанців ним був Фернандо Торрес, а в німців — Мірослав Клозе.
З 2008 року три великі футбольні форуми виграла збірна Іспанії (два чемпіонати Європи — 2008, 2012 та один чемпіонат світу — 2010), використовуючи тактику тікі-така, яка має за ключову рису володіння м'ячем, контроль м'яча командою впродовж порівняно великого відтинку гри попри все, що досягається серіями точних та виверених, відпрацьованих на тренуваннях, коротких та середніх передач переважно поперек поля та назад як на половині поля суперника, так, навіть, і на власній половині поля. Використовуючи таку ж тактику «Барселона» двічі (2009 і 2011 року) вигравала найпрестижніший європейський турнір Лігу чемпіонів.